# Уильямс, Венди (телеведущая)
Венди Уильямс Хантер (англ. Wendy Williams Hunter; род. 18 июля 1964) — американская теле- и радиоведущая, актриса, продюсер, писатель и дизайнер. С 2008 по 2021 годы являлась ведущей собственного ток-шоу «Шоу Венди Уильямс».
До работы на телевидении Уильямс была радиоведущей и диджеем, она быстро обрела популярность у слушателей благодаря своей провокативной манере общения со звёздами шоу-бизнеса в радиоэфирах за что получила звание «Shock jockette». В 2006 году она стала героиней собственного реалити-шоу «The Wendy Williams Experience» на телеканале VH1. В 2009 году была включена в Зал славы Национального радио.
Автобиография, изданная в 2005 году, вошла в список бестселлеров по версии The New York Times. Помимо прочего, Уильямс запустила в производство линию одежды, ювелирных украшений и париков. В 2014 году в родном городке Асбери-Парк в честь неё была названа улица. В 2019 году была удостоена звезды на голливудской «Аллее славы».

## Биография
Уильямс родилась 18 июля 1964 года в Асбери-Парк, штат Нью-Джерси. Она является вторым из трёх детей, рождённых в браке Ширли и Томаса Уильямсов. В возрасте 5 лет она переехала со своей семьей в придорожный район Оушен Тауншип, штат Нью-Джерси, где окончила местную среднюю школу. С 1982 по 1986 год она училась в Северо-Восточном университете в Бостоне, штат Массачусетс, закончив его она получила степень бакалавра наук в области коммуникаций. Во время учёбы была диджеем радиостанции WRBB.

## Карьера

### Радио
Уильямс начала свою карьеру, работая на станции WVIS на Виргинских Островах. Менее чем через год она получила дневную смену в вашингтонском отделении радиостанции WOL. Позднее Уильямс разрывалась между Вашингтоном и Квинсом, Нью-Йорк, чтобы успевать работать и в ночном эфире станции WQHT.
В 1989 году Уильямс начала работать в urban contemporary-радиостанции WRKS (ныне WEPN-FM) в Нью-Йорке в качестве заменяющего диск-жокея. После успешной работы WRKS нанял её в качестве ведущей утреннего шоу. Год спустя Уильямс перешла на работу в драйв-тайм, в конечном итоге выиграв премию Billboard за лучшую работу на радио в 1993 году. В декабре 1994 года Emmis Broadcasting купил WRKS и переключил Уильямс на другую станцию компании в Нью-Йорке, хип-хоп-ориентированную WQHT («Hot 97»), поскольку WRKS был переформатирован в urban adult contemporary. Она была уволена из Hot 97 в 1998 году.
Уильямс была нанята городской станцией Филадельфии WUSL («Power 99FM»). Её муж, Кевин Хантер, стал её агентом. Она очень открыто рассказывала о своей личной жизни в эфире, обсуждая свои выкидыши, операцию по увеличению груди и бывшую наркоманию. Популярность ведущей помогла станции переместиться с 14-го места в рейтинге на 2-е.
Уильямс заявила, что Билл Косби пытался добиться её увольнения. Она также считает, что Косби обоснованно обвинён в сексуальных домогательствах.
В 2001 году Уильямс вернулась в Нью-Йоркскую эфирную волну, когда WBLS нанял её для дневного эфира и драйв-тайма. Друг Уильямса, MC Spice of Boston, предложил свои услуги по озвучиванию шоу, часто добавляя короткие рэп-куплеты, специально разработанные для шоу Уильямс. В The New York Times заявили, что её «шоу раскрывается лучше всего, когда его элементы — исповедь и язвительность — объединяются», и привели в качестве примера интервью 2003 года с Уитни Хьюстон. В этом интервью Венди задает некоторые очень «агрессивные» вопросы, которые, Уитни были совсем не по душе: употребление наркотиков, денежные проблемы, сексуальная жизнь.
Уильямс покинула свое последнее радиошоу в 2009 году, чтобы сосредоточиться на своей телевизионной программе и проводить больше времени со своей семьей. Она также была включена в Зал славы Национального радио.

### Телевидение и кино
Впервые на телевидении Уильямс появилась в телесериале «Мартин» в роли самой себя. В 1995 году в сериале «Полицейские под прикрытием" в роли WGHT DJ. Дебют в большом кино был в фильме «Шашлык» в 2004 году в эпизодической роли репортёра.
В 2007 году начала вести утреннее шоу «Good Day New York» на телеканале WNYW, заменив Джоди Эпплгейт.
В 2008 году компания Debmar-Mercury предложила Уильямс пробное шестинедельное телевизионное ток-шоу. 14 июля 2008 года Уильямс дебютировала в своем дневном ток-шоу «Шоу Венди Уильямс», которое вещалось в четырёх городах летом 2008 года. Во время пробы в The New York Times язвительно заметили, что шоу создало «прорыв в дневное время».
После успешного запуска Fox подписал контракт с Debmar-Mercury, чтобы транслировать шоу на национальном уровне на своих станциях, начиная с июля 2009 года. Кроме того, BET забрала у кабельных каналов права на трансляцию шоу в ночное время. В 2010 году BET начал транслировать шоу на международном уровне в 54 странах через BET International.
Успех шоу принёс ему несколько номинаций на Дневную премию «Эмми». Ежедневно шоу собирало у экранов более двух миллионов зрителей. В то же время у них началась конкуренция с другой ведущей дневного эфира Эллен Дедженерес.
В 2011 году появилась в сериалах «Одна жизнь, чтобы жить» и «До смерти красива». В том же году стала ведущей и продюсером шоу «Любовный треугольник» на канале GSN, также она стала участницей 12 сезона шоу «Танцы со звёздами».
В 2013 году она создала собственную продюсерскую компанию Wendy Williams Productions. В 2014 году она спродюсировала шоу «Звёзды под прикрытием», а также байопик «Алия: Принцесса R&B». В 2015 году на телеканале Investigation Discovery вышла авторская программа «Убитые сплетнями с Венди Уильямс».
В течение долго времени «Шоу Венди Уильямс» исправно выходило эфир. В 2015—2016 годах шоу выходило на первое-второе места в дневном слоте, что помогло ему остаться в эфире во время чисток сетки Fox. В 2018 году шоу отметило свой десятилетней юбилей и было продлено на 11 сезон.

### Театр
В 2013 году дебютировала на Бродвее в мюзикле «Чикаго». Семь недель, начиная со 2 июля она исполняла роль Матроны «Мама» Мортон. Её приготовления к данному событию были выпущены специальной программе «Wendy Williams: How You Doin', Broadway?!».

### Стендап
Стендап был в списке вещей Уильямс, которые она должна совершить до того, как ей исполнится 50 лет. 11 июля 2014 году она провела свой первый стендап-концерт в Лас-Вегасе, все билеты на который были распроданы. Уже осенью, 31 октября и 1 ноября, она провела новые выступления при полном аншлаге. 15 ноября 2014 она организовало комедийное шоу «How You Laughin'» на канале NJPAC, где также участвовали и другие комики. В 2015 году Венди отправилась в комедийный тур «The Wendy Williams Sit Down Tour: Too Real For Stand-Up» по городам США. Подобный тур под названием «Wendy Williams & Friends: For the Record… Umm Hmmm!» с участием других артистов она провела в 2019 году.

## Бизнес
Совместно с телеканалом Home Shopping Network (HSN), Уильямс разработала линейку платьев, брюк, свитеров и юбок, подходящих для повседневной носки. Её линия одежды HSN была представлена в эфире 28 марта 2015 года. Уильямс рассказала зрителям на своем ток-шоу, что по данным HSN, это была самая рейтинговая часть эфира. данная линия одежды продается исключительно на HSN.

## Личная жизнь

### Браки
С 1994 по 1995 год Уильямс была замужем за Бертом Григори .
С 1997 по 2020 год Уильямс была замужем за Кевином Хантером. У бывших супругов есть сын — Кевин Хантер-младший (род. 18 августа 2000). Уильямс рассталась с Хантером после того, как узнала, что он стал отцом ребёнка женщины по имени Шарина Хадсон.

### Состояние здоровья
У Уильямс болезнь Грейвса и гипертиреоз, из-за чего она пропускала некоторые эпизоды в 2018 и 2019 годах. В январе 2019 года она сообщила, что была госпитализирована в связи с осложнениями от этого заболевания. Также в 2019 году Уильямс рассказала, что у неё лимфедема, несмертельное состояние, которое вызывает отек нижних конечностей.
В 2024 году стало известно, что Уильямс полностью недееспособна из-за деменции

## Фильмография

### Кино
| Год  | Название            | Роль     |
| ---- | ------------------- | -------- |
| 2004 | Шашлык              | репортёр |
| 2011 | Шашлык 2            | камео    |
| 2012 | Думай как мужчина   | Гейл     |
| 2013 | Война миров Z       | камео    |
| 2014 | Думай как мужчина 2 | Гейл     |
| 2016 | Свадебный угар      | камео    |

### Телевидение
| Год  | Название                            | Роль            | Эпизод                                            |
| ---- | ----------------------------------- | --------------- | ------------------------------------------------- |
| 1992 | Мартин                              | камео           | Эпизод: «Radio Days»                              |
| 1995 | Полицейские под прикрытием          | WGHT DJ         | Эпизод: «You Get No Respect»                      |
| 2011 | Одна жизнь, чтобы жить              | Филлис Роуз     | Эпизод: «1.10885»                                 |
| 2011 | До смерти красива                   | судья Мэри Рудд | Эпизод: «Hit and Run»                             |
| 2012 | Студия 30                           | камео           | Эпизод: «My Whole Life is Thunder»                |
| 2013 | Закон и порядок: Специальный корпус | камео           | Эпизод: «Funny Valentine»                         |
| 2013 | У Белль                             | камео           | Эпизод: «Runaway Bride»                           |
| 2013 | Соседи                              | Ширли           | Эпизод: «The One with Interspecies F-R-I-E-N-D-S» |
| 2014 | Santa Con                           | Пастор рут      | телефильм                                         |
| 2016 | Ледниковый период: Погоня за яйцами | Кондор          | озвучка                                           |
| 2017 | На ночь глядя                       | камео           | Эпизод: «Go-Fund Yourself»                        |
| 2017 | Неправильная мама                   | камео           | Эпизод: «Blood Bath»                              |